# Lac de Zirós
 (signalé en mai 2025).
Si vous disposez d'ouvrages ou d'articles de référence ou si vous connaissez des sites web de qualité traitant du thème abordé ici, merci de compléter l'article en donnant les références utiles à sa vérifiabilité et en les liant à la section « Notes et références ».
- Archive Wikiwix
- Bing
- Cairn
- DuckDuckGo
- E. Universalis
- Gallica
- Google
- G. Books
- G. News
- G. Scholar
- Persée
- Qwant
- (zh) Baidu
- (ru) Yandex
- (wd) trouver des œuvres sur Wikidata

Le lac de Zirós, en grec moderne : Λίμνη Ζηρού, également appelé lac Zirós (Λίμνη Ζηρός), est un lac naturel du district régional de Préveza dans l'Épire, en Grèce. Il est situé à deux kilomètres à l'ouest de l'ancienne route nationale Árta-Ioánnina, en face du village de Pandánassa. Administrativement et géographiquement, il s'étend entre Filippiáda, Thespotikó et la montagne de Xirovoúni (el) et fait partie du dème de Zirós.